# Rui Pereira
Rui Pereira (-Lisboa, 1384) fou un capità portuguès.
Durant la crisi portuguesa de 1383-1385, Lisboa s'enfrontava a la fam mentre era assetjada per les tropes castellanes. Estava bloquejada per terra i pel riu i la ciutat no tenia esperances que l'exèrcit de Joan d'Avís, que encara era massa petit per enfrontar-se a les tropes castellanes, pogués alliberar-lo. Un intent el va realitzar la flota portuguesa intentant acabar amb el bloqueig del port que duia a terme Fernando Sánchez de Tovar. El 18 de juliol un grup de vaixells comandats pel capità Rui Pereira va intentar trencar el bloqueig i portar aliments i reforços a la ciutat. El cost va ser alt, perquè tres vaixells es van perdre i Rui Pereira va morir en l'atac.